# Taza-Al Hoceima-Taounate
Taza-Al Hoceima-Taounate era una delle 16 Regioni del Marocco, istituita nel 1997 e soppressa nel 2015.
La regione, nel 2009, comprendeva le province di:
- Provincia di Al-Hoseyma
- Provincia di Guercif
- Provincia di Taounate
- Provincia di Taza